# Kiril Georgiew
Kiril Dimitrow Georgiew (bulgarisch Кирил Димитров Георгиев, wiss. Transliteration Kiril Dimitrov Georgiev; * 28. November 1965 in Petritsch) ist ein bulgarisch-nordmazedonischer Schachmeister.

## Leben
Georgiew gewann 1983 in Belfort die Juniorenweltmeisterschaft im Schach. 1985 verlieh ihm die FIDE den Großmeistertitel. Er gewann die Meisterschaft Bulgariens 1984, 1986, 1989, 2013, 2014 und 2015. 1990 qualifizierte er sich für das Interzonenturnier in Manila, bei dem er auf den 12.–20. Platz gelangte. Georgiew gelangen zahlreiche Erfolge in internationalen Turnieren, seine größten Turniersiege waren San Bernardino 1988, Elenite 1992 und 1995 (gemeinsam mit Wesselin Topalow), Budapest (Zonenturnier) 1993, Belgrad 2000, Sarajevo 2001 (vor Topalow), Bad Wörishofen 2002, Gibraltar 2006.
Georgiew vertrat international Mazedonien von April 2002 bis September 2004, seitdem wieder Bulgarien. Zuletzt unter den besten 20 der Weltrangliste war er im Oktober 2001, seine höchste Elo-Zahl von 2695 hatte er im Juli 2001.
Von Februar bis August 2009 war Georgiew Weltrekordhalter im Simultanschach. Er spielte dabei 360 Partien gleichzeitig, von denen er 284 gewann, 70 Remis spielte und nur 6 verlor; die Erfolgsquote lag damit bei über 88 Prozent. Am 13. August desselben Jahres wurde der Rekord von Morteza Mahjoub aus dem Iran auf 500 Partien hochgeschraubt.

## Nationalmannschaft
Georgiew nahm von 1984 bis 2012 an allen 15 Schacholympiaden teil (2002 für Mazedonien, ansonsten für Bulgarien), außerdem zwischen 1983 und 2011 an acht Mannschaftseuropameisterschaften. Er erreichte 1999 in Batumi am zweiten Brett das beste Einzelergebnis.

## Vereine
In der deutschen Schachbundesliga spielte Georgiew von 1996 bis 1999 für die SG Bochum 31, in der Saison 2001/02 für den SV Castrop-Rauxel und in der Saison 2023/24 für den SC Ötigheim. In Österreich wurde er in der Saison 2008/09 mit Husek Wien Mannschaftsmeister, mit dem er auch am European Club Cup 2009 teilnahm. In Frankreich spielte Georgiew bis 2008 bei Mulhouse Philidor, in der russischen Mannschaftsmeisterschaft 2007 für die Schachföderation Moskau.
Die bosnische Premijerliga gewann Georgiew 2003 mit dem ŠK Bosna Sarajevo, mit dem er 2000 bereits den European Club Cup gewonnen hatte.
Vereinsschach spielte er außerdem in Bulgarien (für ZSKA Sofia), Mazedonien (für BM Kisela Voda Skopje und SK Alkaloid Skopje), Kroatien (für den ŠK Zagreb) und Italien (für Obiettivo Risarcimento Padova).